# Izabella Scorupco
Izabella Scorupco, ursprungligen Izabella Dorota Skorupko, född 4 juni 1970 i Białystok i Polen, är en polsk-svensk skådespelare, fotomodell och sångerska.  Hon har spelat i svenska filmer sedan 1980-talet och agerat Bondbrud.

## Biografi
Izabella Scorupco föddes av polska föräldrar och flyttade 1978, vid åtta års ålder, med sin mor till Stockholmsförorten Årsta och senare till Bredäng där hon växte upp. Hon blev känd 1988 genom Staffan Hildebrands film Ingen kan älska som vi, där hon spelade rollen som Annelie. Samma år uppträdde hon i musikvideon till sången Lilla hjärtat med duon Kärlekens vampyrer. Internationellt berömd blev hon 1995, då hon spelade Bondbrud mot Pierce Brosnan i Goldeneye.
Scorupco arbetade, sedan 1999, som företaget Oriflames ansikte utåt och fanns då med i dess reklamkampanjer. Sedan 2014 gör hon reklam för optikföretaget Smarteyes.
Izabella Scorupco var gift med ishockeyspelaren Mariusz Czerkawski åren 1996–2000 och har med honom en dotter. Åren 2003–2015 var hon gift med den amerikanske filmpressagenten Jeffrey Raymond, med vilken hon har en son. Hon bor sedan 2003 i en förort till Los Angeles. I oktober 2019 gifte hon sig med entreprenören Karl Rosengren.

## Filmografi
- 1988 – Ingen kan älska som vi
- 1991 – V som i viking (TV-serie)
- 1994 – Bert (TV-serie)
- 1995 – Petri tårar
- 1995 – Goldeneye
- 1995 – Det var en mörk och stormig natt (kortfilm)
- 1999 – Med eld och svärd (Ogniem i mieczem)
- 2000 – Dykaren
- 2000 – Vertical Limit
- 2002 – Drakarnas rike
- 2004 – Exorcisten: Begynnelsen
- 2005 – Alias (TV-serie)
- 2007 – Cougar Club
- 2007 – Solstorm
- 2010 – Änglavakt
- 2014 – Micke & Veronica
- 2017 – Sleepwalker
- 2018 – The Undreaming of Anna Bell Zeigler
- 2018 – Eldmärkt (TV-serie)
- 2019 – Hidden – Förstfödd (TV-serie)
- 2023 – Barracuda Queens (TV-serie)

## Diskografi

### Album
- 1991 – Iza

### Singlar
- 1990 – "Substitute"
- 1991 – "Brando Moves"
- 1991 – "I Write You a Love Song"
- 1992 – "Shame, Shame, Shame"